# ليديا اولمو
ليديا اولمو  (ولدت 02 فبراير 1986 ببجاية، الجزائر) هي لاعبة كرة طائرة جزائرية. بدأت مشوارها مع فريق ناصرية بجاية قبل أن تحترف سنة 2005 في فريق إيستر الفرنسي في الدرجة الممتازة الفرنسية وشاركت معه في البطولات الأوروبية cev وchallenge cup وكانت قائدة للفريق (2011). مع نهاية موسم 2012 التحقت بنادي Hainaut الفرنسي لتخوض بذلك موسمها السابع في الدرجة الفرنسية الممتازة. شاركت أولمو في الألعاب الأولمبية ببكين 2008 مع المنتخب الجزائري للسيدات وفي كل من البطولة العالمية 2010 وكأس لعالم للسيدات 2011 باليابان كما فازت معه ببطولة إفريقيا عام 2009 وبذهبية الألعاب الإفريقية 2007 و2011 . تلعب في منصب صد وسط middle-blocker وتتميز مع المنتخب الجزائري بفعاليتها في حائط الصد وفي الهجوم في نفس الوقت وتعتبر أحسن لاعبة في إفريقيا. تعاني ليديا من إصابة دائمة على مستوى الركبة. في سنة 2012 تم اختيارها من طرف الفدرالية الدولية ضمن لائحة أبطال الفدرالية الدولية لكرة الطائرة fivb heroes التي تضم نجوم اللعبة كسفراء يشاركون في حملة عالمية لترويج رياضة الكرة الطائرة عبر العالم. وهي أول لاعبة إفريقية تنضم إلى هذه الحملة.

## معلومات الأندية
النادي الحالي : Hainaut Volley (فرنسا)  2012 - الآن
النادي السابق : ايستر ويست بروفانس (فرنسا)  2009-2012
النادي السابق : لا روشيت (فرنسا)  2008-2009
النادي السابق : ايستر ويست بروفانس (فرنسا)  2005-2008
النادي الأول : ناصرية بجاية(الجزائر)  1998-2005
معلومات تقنية :
الطول: 1,86 م
الارتقاء في السحق : 3,10 م
الارتقاء في الصد : 3,05 م
- منتخب الجزائر لكرة الطائرة سيدات
- البطولة الجزائرية لكرة الطائرة سيدات

## روابط خارجية
- ليديا اولمو على موقع الاتحاد الأوروبي (الإنجليزية)
- ليديا اولمو على موقع عالم الكرة الطائرة (الإنجليزية)
- ليديا اولمو على موقع Ligue Nationale de Volley (الفرنسية)
- ليديا اولمو على موقع أوليمبيديا (الإنجليزية)